# Oleh Koserod
Oleh Witalijowytsch Koserod (ukrainisch Олег Віталійович Козерод; * 1970, Ukrainische SSR) ist ein ukrainischer Historiker und Politikwissenschaftler.

## Leben
Oleh Koserod stammt aus einer polnisch-ukrainischen Aristokratenfamilie, deren Mitglieder nahezu alle nach der Oktoberrevolution von den Bolschewiki erschossen wurden.
1993 schloss Koserod sein Studium an der Universität Charkiw mit Auszeichnung ab. Er unterrichtete an der Charkiwer Kunst- und Industriehochschule, war Aspirant bei der Charkiwer polytechnischen Hochschule und Professor für internationale Beziehungen an der Universität „Kaynar“ in Kasachstan. Seine journalistische Tätigkeit begann er als Korrespondent von Nachrichtenagenturen. Ab 2000 war er Doktorand und wissenschaftlicher Mitarbeiter des Instituts für politische und ethnisch-nationale Forschungen der Nationalen Akademie der Wissenschaften der Ukraine, ab 2001 Gasthörer des Zentrums für Hebraistik und Judaistik in Oxford und seit 2009 Forscher am Zentrum für geisteswissenschaftliche Forschungen der Universität Oxford.
1996 wurde er von der Universität Dnipropetrowsk mit einer Dissertation über die Historiographie der weißen Bewegung in der Ukraine promoviert und 2009 von der Nationalen Universität Donezk mit einer Dissertation über die Geschichte der ukrainischen Juden. Koserod befasst sich mit ukrainischer Geschichte und der Geschichte der Juden in der Ukraine.